# Šlapanice
 For alternative betydninger, se Šlapanice (flertydig). (Se også artikler, som begynder med Šlapanice)
Šlapanice (tjekkisk udtale: [ˈʃlapaɲɪtsɛ]) er en by distriktet Brno-venkov (Brno landdistrikt) i regionen Sydmæhren i Tjekkiet med omkring 7.900 indbyggere.
Landsbyen Bedřichovice er en administrativ del af Šlapanice.

## Geografi
Šlapanice ligger omkring 4 km  øst for Brno i Dyje-Svratka-dalen ved Říčka-bækken.

## Historie
Den første skriftlige omtale af Šlapanice er fra 1235.

## Seværdigheder
Det vigtigste vartegn for Šlapanice er Jomfru Marias himmelfartskirke. Den var oprindeligt en middelalderlig gotisk kirke, genopbygget i barokstil i midten af 1700-tallet.